# Copa de España 2019-2020 (calcio a 5)
La Copa de España 2019-2020 è stata la 31ª edizione della manifestazione calcettistica. Si è disputata dal 5 all'8 marzo 2020 presso il Palacio de Deportes José María Martín Carpena di Malaga. In questa edizione è stato sperimentato, per la prima volta, il supporto tecnologico agli arbitri in cinque casistiche: assegnazione delle reti, comminazione dei falli, espulsione diretta, scambi di identità tra i giocatori e incidenti di cronometro. Il torneo è stato vinto dal Barcellona, al suo quinto titolo.

## Formula
Sono iscritte d'ufficio le società classificatesi ai primi otto posti del girone di andata della Primera División. Il torneo si svolge con gare a eliminazione diretta di sola andata. La formula prevede che nei quarti e nelle semifinali, in caso di parità dopo i tempi regolamentari, la vittoria sia determinata direttamente dai tiri di rigore. Nella finale, in caso di parità dopo 40', si svolgono due tempi supplementari di 5 minuti ciascuno. In caso di ulteriore parità al termine degli stessi, la vincitrice è determinata mediante i tiri di rigore.

## Tabellone
Gli accoppiamenti sono stati determinati tramite sorteggio; Inter e Barcellona, classificatisi rispettivamente come primo e secondo, sono teste di serie.
|  | Quarti di finale | Quarti di finale | Quarti di finale |               |            | Semifinali | Semifinali | Semifinali |  |  | Finale | Finale | Finale |  |
|  |                  |                  |                  |               |            |            |            |            |  |  |        |        |        |  |
|  | 1                | Inter            | 1                |               |            |            |            |            |  |  |        |        |        |  |
|  | 1                | Inter            | 1                |               |            |            |            |            |  |  |        |        |        |  |
|  | 4                | Palma            | 0                |               |            |            |            |            |  |  |        |        |        |  |
|  | 4                | Palma            | 0                |               | Inter      | Inter      | 2          |            |  |  |        |        |        |  |
|  |                  |                  |                  |               | Inter      | Inter      | 2          |            |  |  |        |        |        |  |
|  |                  |                  | Valdepeñas       | Valdepeñas    | 3          |            |            |            |  |  |        |        |        |  |
|  | 7                | Jaén             | Valdepeñas       | Valdepeñas    | 3          | 0          |            |            |  |  |        |        |        |  |
|  | 7                | Jaén             |                  |               |            |            |            |            |  |  |        |        |        |  |
|  | 3                | Valdepeñas       | 1                |               |            |            |            |            |  |  |        |        |        |  |
|  | 3                | Valdepeñas       | 1                |               | Valdepeñas | Valdepeñas | 3          |            |  |  |        |        |        |  |
|  |                  |                  |                  |               |            |            |            |            |  |  |        |        |        |  |
|  |                  |                  | Barcellona       | Barcellona    | 4          |            |            |            |  |  |        |        |        |  |
|  | 2                | Barcellona       | Barcellona       | Barcellona    | 4          | 3          |            |            |  |  |        |        |        |  |
|  | 2                | Barcellona       |                  |               |            |            |            |            |  |  |        |        |        |  |
|  | 5                | Xota             | 1                |               |            |            |            |            |  |  |        |        |        |  |
|  | 5                | Xota             | 1                |               | Barcellona | Barcellona | 3          |            |  |  |        |        |        |  |
|  |                  |                  |                  |               | Barcellona | Barcellona | 3          |            |  |  |        |        |        |  |
|  |                  |                  | ElPozo Murcia    | ElPozo Murcia | 2          |            |            |            |  |  |        |        |        |  |
|  | 8                | Levante          | ElPozo Murcia    | ElPozo Murcia | 2          | 1          |            |            |  |  |        |        |        |  |
|  | 8                | Levante          |                  |               |            |            |            |            |  |  |        |        |        |  |
|  | 6                | ElPozo Murcia    | 2                |               |            |            |            |            |  |  |        |        |        |  |

## Risultati

### Quarti di finale
| Arbitri: | Fermín Sánchez-Molina Carlos Rodrigo Miguel |

|              |           |  |
| Humberto 16’ | Marcatori |  |

| Arbitri: | Carlos Rabadán Pablo Delgado |

|  |           |            |
|  | Marcatori | 40’ Catela |

| Arbitri: | Aitor Madorrán David Urdánoz |

|                      |           |                        |
| Cuzzolino 19’ (t.l.) | Marcatori | 13’ Paradynski 30’ Gil |

| Arbitri: | Juan José Cordero Gallardo Alejandro Martínez Flores |

|                                        |           |           |
| Marcênio 5’ Lozano 7’ A. Fernández 24’ | Marcatori | 23’ Araça |

### Semifinali
| Arbitri: | Carlos Rabadán Pablo Delgado |

|                               |           |                           |
| Gadeia 23’ B. Díaz 32’ (rig.) | Marcatori | 20’ Chino 34’, 35’ Cainan |

| Arbitri: | Fermín Sánchez-Molina Carlos Rodrigo Miguel |

|                                          |           |                             |
| Dyego 24’ Shiraishi 34’ A. Fernández 39’ | Marcatori | 14’ Aguilera 40’ Paradynski |

### Finale
| Arbitri: | Juan José Cordero Gallardo Alejandro Martínez Flores |

|                     |           |                                                     |
| Chino 12’, 32’, 40’ | Marcatori | 22’ A. Fernández 29’ Aicardo 31’ Boyis 33’ Marcênio |